# Stipe Plazibat
Stipe Plazibat (ur. 31 sierpnia 1989 w Splicie) – chorwacki piłkarz występujący na pozycji napastnika.

## Kariera piłkarska
Od 2008 roku występował w NK Solin, HNK Šibenik, NK Dugopolje, Rabotniczki Skopje, FC Gifu, V-Varen Nagasaki, NK Dugopolje, Hougang United i Home United.